# Andreas Eenfeldt
Andreas Erik Niklas Eenfeldt, född 19 januari 1972 i Uppsala, är en svensk läkare samt bloggare, författare och föreläsare. 
Andreas Eenfeldt var i åtta år till 2015 praktiserande specialistläkare på en vårdcentral i Karlstad, men är mest uppmärksammad för att vara en av Sveriges största LCHF-förespråkare och driva Sveriges mest besökta "hälsoblogg", "Kostdoktorn", och sin bok "Matrevolutionen" som utkom i början av 2011. Han har kritiserats ett flertal gånger för att medvetet misstolka studier för att gynna bilden av att en kost rik på kolhydrater skulle vara negativt för hälsan.
Under 2012 deltog Andreas Eenfeldt som LCHF-förespråkare i TV4, och även i flera program i SVT, då kostfrågor debatterades.

## Uppväxt och utbildning
Andreas Eenfeldt föddes 1972.  Han tog läkarexamen vid Uppsala universitet Efter sin examen fattade Eenfeldt intresse för poker, och kom med tiden att tjäna mer pengar på nätpoker än på läkarjobbet.

## Yrkesliv
Till en början uppmanade Eenfeldt överviktiga patienter att följa de traditionella kostråd som han lärt sig om på läkarutbildningen, men med tiden kom hans syn på dessa att förändras. 2007 startade han en blogg om lågkolhydratkost med namnet Kostdoktorn.
På några år blev Kostdoktorn (senare Diet Doctor) den mest besökta hälsobloggen i Sverige. Han skapade en engelskspråkig version 2011. 2015 sa Eenfeldt upp sig från sitt jobb som läkare för att fokusera på webbplatsen. 2019 hade webbplatsen en årsomsättning på 50 miljoner kronor och 500 000 besökare dagligen. 2019 hade den 30 anställda och var huvudsakligen ägd av Eenfeldt.
Eenfeldt blev känd för allmänheten för sina inspel i den livliga debatten om lågkolhydratkost. 2012 gav han ut boken Matrevolutionen: Ät dig frisk med riktig mat Den blev en bästsäljare i Sverige och har översatts till åtta språk.
LCHF-kosten som Eenfeldt förespråkar är omdiskuterad och stöds inte av officiella kostriktlinjer. Eenfeldt menar att de officiella kostriktlinjerna saknar vetenskapligt stöd. Enligt en artikel i Science as Culture drar LCHF-förespråkare som Eenfeldt nytta av anekdoter från patienter som upplever sig ha fått bättre hälsa med kosten.

## Kostråd
Andreas Eenfeldt anser att vi inte blir sjuka av mättat fett, utan av att äta för mycket kolhydrater. Han menar vidare att de traditionella kostråden, att äta mindre fett eller mindre mättat fett, är värdelösa för hälsan, medan en kolhydratfattig kost kan förbättra hälsan speciellt för personer med övervikt och/eller diabetes. Även stärkelse, som det finns mycket av i till exempel bröd, ris, pasta och potatis, ser han som problematisk.
I juli 2008 ifrågasatte Andreas Eenfeldt fem kostexperters underkännande av Socialstyrelsens och American Diabetes Associations bedömning att lågkolhydratkost kunde ha en plats vid behandling av övervikt och typ 2-diabetes.
I september 2008 efterlyste Eenfeldt nytänkande i kostfrågan eftersom eftersom han anser att fettsnål kost inte visar sig ha övertygande effekt för långsiktig viktnedgång.
I april 2009 var Eenfeldt medförfattare till en mycket kritisk artikel i Dagens Medicin där de tolv skribenterna menade att varningarna mot det mättade fettet saknar all trovärdighet och där  Livsmedelsverket uppmanas att omedelbart sluta ge kostråd till allmänheten.